# Izumi-ku (Yokohama)
Izumi-ku (泉区?) es uno de los 18 distritos administrativos que conforman la ciudad de Yokohama, la capital de la prefectura de Kanagawa, Japón. Tenía una población estimada de 151 855 habitantes el 1 de septiembre de 2020 y una densidad de población de 6440 personas por km².

## Geografía
Izumi-ku está localizado en la parte oriental de la prefectura de Kanagawa, y en las fronteras centro-occidentales de la ciudad de Yokohama. El área es en gran parte plana, con pequeñas colinas dispersas. Limita con los barrios de Seya, Asahi y Totsuka así como con las ciudades de Yamato y Fujisawa.

## Demografía
Según los datos del censo japonés, la población de Izumi-ku ha aumentado en los últimos 30 años.
| 126,866                                    | 139,459 | 147,370 | 152,349 | 155,698 | 154,025 | 152,459 | 151,855 |
| (Fuente: Oficina de Estadísticas de Japón) |         |         |         |         |         |         |         |